# Reacție de transpoziție
Reacțiile de transpoziție (mai rar denumite și „reacții de rearanjare”) reprezintă un tip de reacții organice în care catena se rearanjează, astfel încât în final se obține un izomer de structură al moleculei originale. De obicei, un substituent se leagă de un alt atom din aceeași moleculă. În exemplul de mai jos, substituentul R se mută de la atomul de carbon 1 la atomul 2:
{\displaystyle {-}{\underset {| \atop \displaystyle \color {Blue}{\ce {R}}}{{\ce {C}}}}{\ce {-C-C- -> {-C-}}}{\underset {| \atop \displaystyle \color {Blue}{\ce {R}}}{{\ce {C}}}}{\ce {-C}}{-}}
Se cunosc de asemenea și procese de rearanjare sau de transpoziție intermoleculară.

## Transpoziții 1,2
O transpoziție 1,2 este o reacție organică prin care un substituent se mută de la un atom la un altul. Într-o transpoziție de tipul 1,2, sunt implicați doi atomi adiacenți, însă sunt posibile și întâlnite și transpoziții la distanță. Un exemplu este transpoziția Wagner-Meerwein:
Un alt exemplu este transpoziția Beckmann a cetoximelor: